# Nihoni
Nihoni là một nguyên tố hóa học có ký hiệu là Nh và số hiệu nguyên tử 113. Nó nằm ở vị trí nguyên tố nặng nhất của nhóm 13 (IIIA) mặc dù đồng vị ổn định đầy đủ chưa được xác định để cho phép thực hiện các thí nghiệm xác định vị trí của nó. Nó là nguyên tố hoá học tổng hợp trong phòng thí nghiệm và chưa được tìm thấy tồn tại ở tự nhiên.
Được phát hiện lần đầu vào năm 2003 trong phân rã của ununpenti (thực hiện bởi một viện nghiên cứu hạt nhân ở Dubna, Nga), và được tổng hợp trực tiếp năm 2004 bởi viện nghiên cứu RIKEN. Chỉ có 14 nguyên tử nihoni đã được quan sát cho đến ngày nay. Đồng vị tồn tại lâu nhất đã được biết là 286Nh có chu kỳ bán rã vào khoảng 20 giây, cho phép tiến hành các thí nghiệm hóa đầu tiên để nghiên cứu các tính chất hóa học của nó. Vào tháng 12 năm 2015, IUPAC và Liên đoàn Quốc tế về Vật lý Thuần túy và Ứng dụng (IUPAP) đã công nhận các yếu tố của nguyên tố này và phân công cho viện nghiên cứu RIKEN ưu tiên nghiên cứu cho khám phá này.

## Tên gọi
Nihonium là tên gọi được IUPAC đề xuất cho nguyên tố có số hiệu 113, thay thế cho tên gọi tạm thời là ununtri.
Ngày 12 tháng 8 năm 2012, các nhà nghiên cứu tại Trung tâm Nishina RIKEN vì khoa học máy gia tốc tại Nhật Bản đã tuyên bố tổng hợp nguyên tố 113 bằng cách va chạm các hạt nhân kẽm (mỗi hạt nhân có 30 proton) vào một lớp bismuth mỏng (có 83 proton). Tháng 12 năm 2015, IUPAC công nhận nguyên tố này và công cho RIKEN là nhà khám phá đầu tiên. Lần đầu tiên trong lịch sử, một nhóm nhà vật lý học châu Á sẽ đặt tên nguyên tố mới.
| Nhóm  | Tên quốc tế được đề nghị | Tên Việt hóa | Từ nguyên                                  |
| ----- | ------------------------ | ------------ | ------------------------------------------ |
| RIKEN | Japonium                 | Japoni       | Nhật Bản (quốc tịch của nhóm)              |
| RIKEN | Rikenium                 | Rikeni       | RIKEN (học viện của nhóm)                  |
| RIKEN | Nishinanium              | Nishinani    | Nishina Yoshio (nhà vật lý học người Nhật) |